# Konkathedrale Koszalin

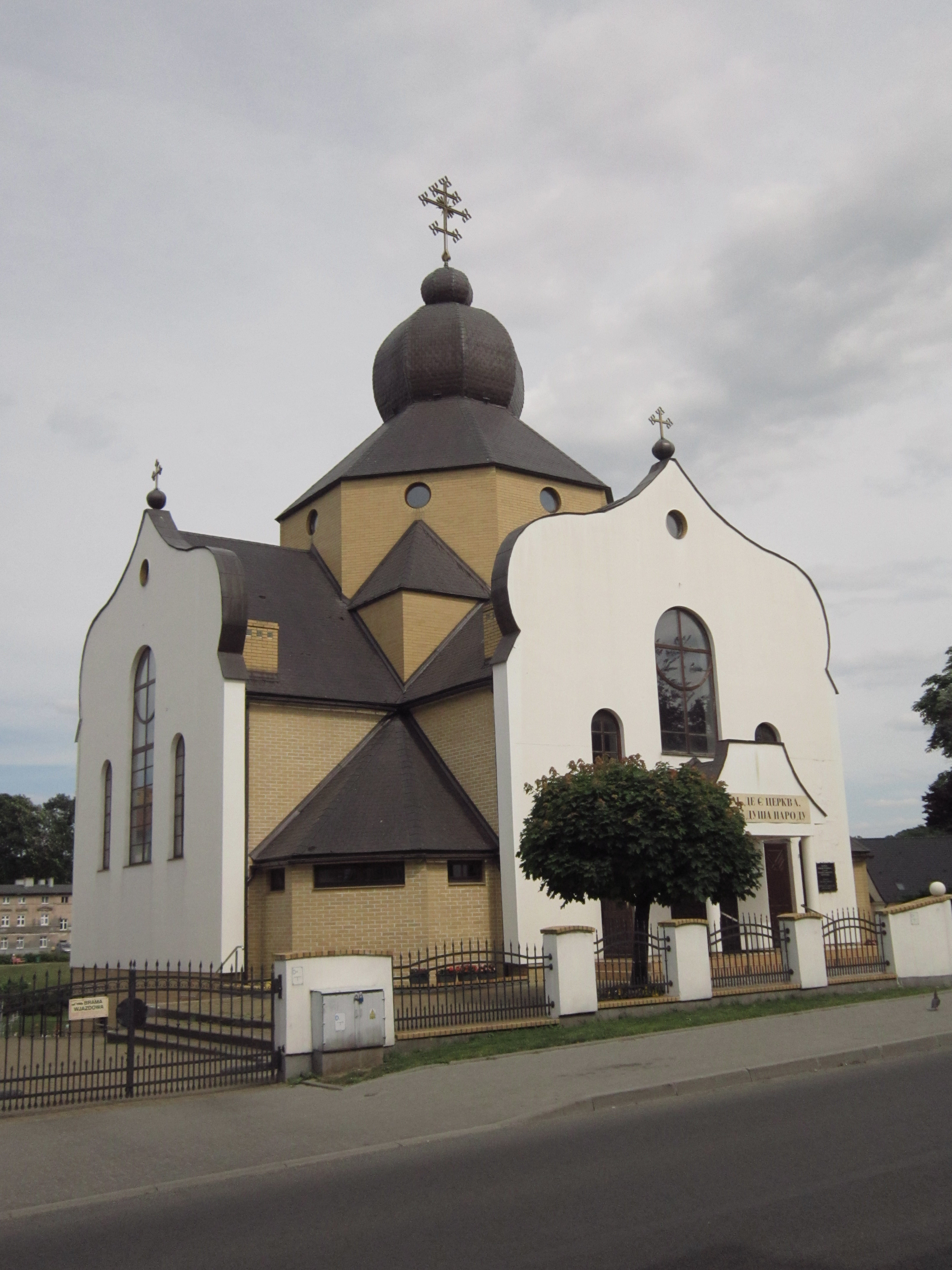
Mariä-Entschlafens-Konkathedrale in Koszalin

Die Konkathedrale des Entschlafens der Allerheiligsten Gottesgebärerin (polnisch Sobór konkatedralny Zaśnięcia Najświętszej Bogurodzicy) ist eine griechisch-katholische Kirche in Koszalin in Polen.

## Geschichte
Seit 1970 gibt es eine griechisch-katholische Gemeinde in Koszalin. 1998 wurde mit dem Bau einer eigenen Kirche begonnen, die 2006 geweiht wurde. Seit 2020 ist sie Konkathedrale der neuen verkleinerten Eparchie Breslau-Koszalin.

## Strukturen
Die Konkathedrale ist der Sitz des Dekanats Koszalin der ukrainisch-griechisch-katholischen Kirche in Polen. Diese folgt dem byzantinischen Ritus in der Liturgie, gehört aber strukturell zur römisch-katholischen Kirche. In der Mariä-Entschlafens-Kirche in Koszalin gibt es eine Ikonostase, aber auch Kirchenbänke. Die Sprache in der Liturgie ist ukrainisch.